# Kościół Przemienienia Pańskiego w Babiaku
Kościół Przemienienia Pańskiego w Babiaku – rzymskokatolicki kościół parafialny we wsi Babiak. Należy do dekanatu izbickiego. Mieści się przy placu Wolności.

## Historia
Obecna świątynia została zbudowana w latach 1905–1907 dzięki postawie Henryka Słubickiego i wójta Henryka Grasmana oraz dzięki staraniom biskupa włocławskiego Stanisława Zdzitowieckiego. Zbudowano ją miejscu starszej z 1857–1863 rozebranej na skutek represji po powstaniu styczniowym przez władze rosyjskie. Budowla została poświęcona w dniu 14 października 1907 roku przez księdza Władysława Grabowskiego, dziekana z Izbicy Kujawskiej. Odtąd zaczął pełnić rolę kościoła filialnego. Nadano mu wezwanie Przemienienia Pańskiego.

## Architektura
Świątynia murowana, na kamiennym fundamencie, otynkowana i pokryta blachą. Budowla była remontowana w 1951 roku. W 1968 roku została założona nowa stalowa więźba dachowa i została odremontowana wieża. W latach 1981–1983 kościół został odremontowany od wewnątrz i od zewnątrz. Zostały założone: posadzka, witraże oraz centralne ogrzewanie. Elewacja zewnętrzna została wykonana w 2000 roku. Chór muzyczny murowany, podparty przez dwa murowane filary.